# 203 Pułk Strzelecki
203 Pułk Strzelecki – oddział piechoty Wojska Polskiego.
Na początku sierpnia 1920 roku Związek Strzelecki wystąpił do Ministerstwa Spraw Wojskowych z wnioskiem o formowanie ze swoich członków zwartych oddziałów ochotniczych. Ministerstwo, odnosząc się pozytywnie do tego wniosku, 6 sierpnia 1920 roku wydało rozkaz nr 9170/I. Org., w którym zarządziło by wszystkich zgłaszających się ochotników Związek Strzelecki kierował do Baonu Zapasowego 3 pułku piechoty Legionów w Radomiu. Z ochotników tych miały być formowane oddziały ochotnicze pułku piechoty, jako „203 pułk Strzelecki”. W wykonaniu tego rozkazu dowódca Okręgu Generalnego „Kielce” nakazał dowódcy Baonu Zap. 3 pp Leg. by w każdą sobotę składał do Wydziału I Sztabu Okręgu meldunek o ilości przybyłych ochotników. Jednocześnie generał Władysław Frankowski zastrzegł, że DOGen. „Kielce” było wyłącznym dysponentem otrzymanego w sposób powyższy materiału ludzkiego.
11 września 1920 roku MSWojsk. wydało rozkaz nr 11142/Org. o treści: wobec tego, iż formowanie 203 pp z członków Związku Strzeleckiego nie dało do obecnej chwili żadnych realnych wyników, oraz ze względu na konieczność uzupełnienia w pierwszym rzędzie dotychczas istniejących pułków, niniejszym anuluje się w całości tut. rozp. Nr 9170/I. Org. z dnia 6 VIII 1920 roku o formowaniu przy baonie zap. 3 pp Leg. specjalnego 203 pp z członków Związku Strzeleckiego. Być może mała liczba ochotników była następstwem zakazu przenoszenia członków Związku Strzeleckiego z innych oddziałów, do których zgłosili się przed 6 sierpnia 1920 roku, a który to zakaz został wydany przez dowódcę OGen. „Kielce”.
Z danych przedstawionych w monografii „Obrona Państwa w 1920 roku” wynika, że w 203 pp zdołano zorganizować jeden batalion i jedną kompanię o łącznym stanie 5 oficerów i 1060 szeregowców, którzy zostali wykorzystani na uzupełnienie 2 Dywizji Piechoty Legionów oraz skierowani do dyspozycji Naczelnego Dowództwa WP.